# 邦杜里夫卡 (切切利尼克區)
48°18′24″N 29°13′58″E / 48.30667°N 29.23278°E
邦杜里夫卡（烏克蘭語：Бондурівка），是烏克蘭的村落，位於該國西南部文尼察州，由海辛區負責管轄，始建於1880年，面積3.7平方公里，2001年人口913，人口密度每平方公里246.76人。